# Dingolshausen
Dingolshausen là một đô thị ở huyện Schweinfurt bang Bayern, Đức.